# Lenguas de la península de Willaumez
Las lenguas de Willaumez constituyen un grupo filogenético dentro de las lenguas oceánicas occidentales. Las cuatro lenguas de este grupo tienen casi 30 mil hablantes en la provincia de Nueva Bretaña occidental en Papúa Nueva Guinea. Deben su nombre a la península de Willaumez.

## Lenguas
- Bola
- Bulu
- Meramera
- Nakanai

## Comparación léxica
Los numerales en diferentes lenguas de la península de Willaumez son:
| GLOSA | Bola     | Nakanai | PROTO- WILLAUMEZ |
| ----- | -------- | ------- | ---------------- |
| '1'   | taku     | tɑsɑ    | *tasa            |
| '2'   | rua      | luɑ     | *rua             |
| '3'   | tɔlu     | tolu    | *tolu            |
| '4'   | va       | ivɑ     | *va              |
| '5'   | lima     | limɑ    | *lima            |
| '6'   | pɔlɔtara | pɑntɑsɑ | *5+1             |
| '7'   | pɔlɔrua  | pɑnluɑ  | *5+2             |
| '8'   | pɔlɔtɔlu | pɑntolu | *5+3             |
| '9'   | pɔlɔva   | jelesue |                  |
| '10'  | ravulu   | sɑvulu  | *savulu          |